# Литовська стрілецька дивізія (1919)
Литовська стрілецька дивізія — оперативно-тактичне військове з'єднання РСЧА у роки  Громадянської війни в Росії.

## Історія з'єднання
Литовська стрілецька дивізія сформована наказом Військради Північної ділянки загонів Завіси та Петроградського району від 3 травня 1918 року з добровольчих загонів Новоржевської бойової ділянки під найменуванням Новоржевської стрілецької дивізії. 
З 14 червня 1918 року, отримала назву - Псковська стрілецька дивізія ..
21 січня 1919 року, отримала назву -  Литовська стрілецька дивізія.
З травня 1918 року дивізія несла охорону західного кордону на лінії Новоржев - Ідриця - Невель - Великі Луки - Торопець. У грудні 1918 року брала участь у боях з німецькими військами за Люцину, Полоцьк, Режицю, Двінськ та Вільно.
У січні — лютому 1919 року, дивізія окупавала Паневеж, Ковно  і Юрбург, потім у березні травні 1919 вела бої з поляками в районі Вільно і на Двінському плацдармі, відбиваючи атаки противника . Дивізія зазнала великих втрат і 21 травня зведена в бригаду, на базі якої сформована 4-та стрілецька дивізія.

## Командування дивізії

### Начдив
- Ольдерогге В.О. (3 травня 1918 - 7 березня 1919),
- Макулович А. І. (твп. 7-27 березня 1919),
- Лежинський М. В. (твп. 27 березня - 5 травня 1919),
- Солодухін В.І. (5-21 травня 1919).